# المذوب (شبام كوكبان)

تعديل مصدري - تعديل

المذوب هي إحدى قرى عزلة الأهجر بمديرية شبام كوكبان التابعة لمحافظة المحويت، بلغ تعداد سكانها 451 نسمة حسب تعداد اليمن لعام 2004.